# Клара Августа Брауншвейг-Вольфенбюттельская
Клара Августа Брауншвейг-Вольфенбюттельская (нем. Clara Augusta von Braunschweig-Wolfenbüttel; 25 июня 1632, Хитцаккер — 6 октября 1700, Вайнсберг) — принцесса Брауншвейг-Вольфенбюттельская из династии Вельфов, в замужестве герцогиня Вюртембергская.

## Биография
Клара Августа — дочь герцога Августа II Брауншвейг-Вольфенбюттельского и его второй супруги Доротеи Ангальт-Цербстской, дочери Рудольфа Ангальт-Цербстского.
7 июня 1653 года в Вольфенбюттеле Клара Августа вышла замуж за герцога Фридриха Вюртемберг-Нейенштадтского (1615—1682), третьего сына герцога Иоганна Фридриха Вюртембергского. Герцог Фридрих стал основателем побочной Нейенштадтской линии Вюртембергского дома.
Герцог Фридрих умер после продолжительной болезни в 1682 году. После его смерти Клара Августа проживала в своих вдовьих владениях в Вайсенхофе под Вайнсбергом и пережила мужа на 18 лет. Похоронена рядом с супругом в городской церкви в Нейенштадте.

## Потомки
У Клары Августы в браке с герцогом Фридрихом родилось двенадцать детей.
- Фридрих Август (1654—1716), женат на графине Альбертине Софии Эстер Эберштейнской (ум. 1728)
- Ульрих (1655)
- Эберхард (1656)
- Альбрехт (1657—1670)
- София Доротея (1658—1681)
- Фердинанд Вильгельм (1659—1701)
- Антон Ульрих (1661—1680)
- Барбара Августа (1663—1664)
- Элеонора Шарлота (1664—1666)
- Кристоф (1666)
- Карл Рудольф (1667—1742)
- Анна Элеонора (1669—1670)